# Mycosphaerella henningsii
Mycosphaerella henningsii är en svampart som beskrevs av Sivan. 1985. Mycosphaerella henningsii ingår i släktet Mycosphaerella och familjen Mycosphaerellaceae.   Inga underarter finns listade i Catalogue of Life.